# Miloje Vasić
Miloje Vasić, cyr. Милоје Васић (ur. 3 września 1869 w Veliko Gradište, zm. 4 listopada 1956 w Belgradzie) – serbski archeolog, pionier archeologii w Serbii,
odkrywca stanowiska kultury Vinča w 1908 roku.

## Życiorys
Miloje Vasić urodził się 3 września 1869 roku w Veliko Gradište w rodzinie krawca Milojko Vasića. Z jedenaściorga dzieci Vasića, dzieciństwo przeżyło troje: Miloje i jego dwie siostry. Jako jedynemu synowi, rodzina zapewniła najlepszą edukację. W latach 80. XIX wieku Vasić studiował filologię klasyczną i historię w Wyższej Szkole w Belgradzie. Po studiach pracował jako nauczyciel gimnazjalny w rodzinnym mieście i w Negotinie. W 1895 roku, dyrektor Muzeum Narodowego Serbii Mihajlo Valtrović (1839–1915) zatrudnił Vasicia jako swojego asystenta. W kolejnym roku Vasić uzyskał stypendium na studia archeologiczne w Berlinie. Do Berlina wyjechał w 1898 roku a następnie studiował w Monachium pod kierunkiem niemieckiego archeologa Adolfa Furtwänglera (1853–1907) i w 1899 roku uzyskał tytuł doktora.
Po powrocie do Serbii, od 1904 roku, wykładał archeologię na uniwersytecie w Belgradzie i prowadził prace badawcze, w tym badania terenowe, a rezultaty swojej pracy publikował w uznanych europejskich czasopismach naukowych, m.in. Jahreshefte des Österreichischen Archäologischen Instituts, Römische Mitteilungen, Archiv für Anthropologie, Revue archeologique, Prähistorische Zeitschrift, The Annual of the British School at Athens, Jahrbuch des deutschen Archäologischen Insituts.
W 1908 roku odkrył stanowisko kultury Vinča – w miejscu wielu znalezisk przedmiotów historycznych rozpoczął systematyczne wykopaliska i badania osadnictwa. Początkowo uważał, że odkryta osada była z okresu neolitu – stanowisko to podziela większość archeologów do dziś. Jednak z czasem stał się zwolennikiem teorii osadnictwa z późniejszego okresu – osada miała być założona przez Greków jońskich, którzy przybyli tu w poszukiwaniu rudy metali.
Na uniwersytecie w Belgradzie pracował do 1955 roku. Vasić zmarł 4 listopada 1956 roku w Belgradzie.

## Członkostwa i nagrody
- 1904 – Order Świętego Sawy IV klasy[1]
- 1924 – Order Świętego Sawy III klasy[1]
- 1948 – członek korespondencyjny Serbskiej Akademii Nauk[1]
- 1952 – członek Serbskiej Akademii Nauk[1]